# Numero diciassette
Numero diciassette (Number Seventeen) è un film del 1932 diretto da Alfred Hitchcock.

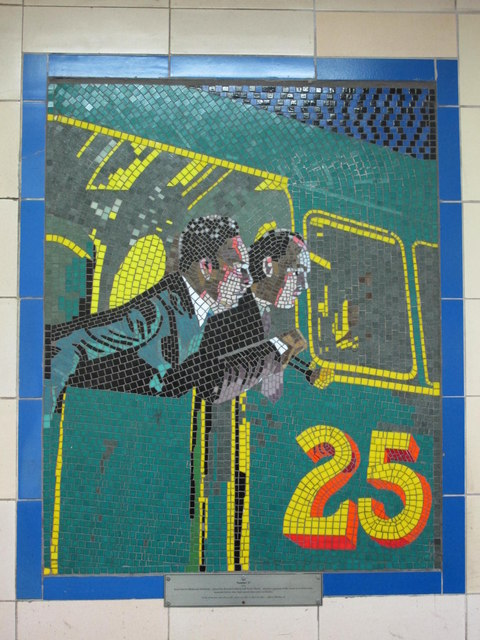
Un mosaico nella metropolitana di Leytonstone dedicato al film

## Trama
Londra, sera. Il vento scuote i rami di un albero e le foglie secche rotolano sul selciato. Un uomo insegue il suo cappello e si ferma davanti ad una villa che porta un'insegna "da vendere o da affittare". È un detective in incognito, Gilbert Barton, e sta cercando una banda di ladri che ha rubato una preziosa collana. Entra nella villa disabitata, numero civico diciassette. La porta non è chiusa a chiave. Nell'atrio sui muri sgretolati si proiettano ombre paurose che guizzano su per le scale. Il detective inizia a salire i gradini: ragnatele, vetri rotti. Più in alto appare un tale con una candela in mano. È pieno di spavento: vede l'ombra di una mano e poi la mano sporgente dalla ringhiera delle scale, poi un corpo inerte. Grida e si scontra con Gilbert. Gilbert è sospettoso ma lui si dichiara innocente: non ha ucciso l'uomo, è senza casa e cercava un posto per dormire.
Gilbert ispeziona le tasche del "barbone": un fazzoletto, dello spago, una salsiccia mordicchiata, la fotografia commovente della figlioletta morta, una mezza sigaretta. Il barbone, Ben Bolt, perquisisce a sua volta il presunto cadavere: gli trova addosso un paio di manette e una pistola. Qualcuno striscia sul tetto, il solaio cede e un corpo cade nel vano delle scale. È una donna, Rose Ackroyd. Dichiara di stare cercando suo padre. Racconta che, non riuscendo a entrare al numero sedici, la residenza del padre, perché la porta era chiusa a chiave, è entrata dalla finestra. La stanza era vuota e sul davanzale ha trovato un telegramma dal testo misterioso: "Rintracciata collana. Sheldrake fuggirà stanotte. Sorvegliare numero diciassette. Arriverà più tardi Barton."
Suona la mezzanotte e il cadavere è sparito. Un uomo, Brant, e una donna, Nora, si introducono nella casa col pretesto di visitarla: sostengono di essere mandati dall'agenzia, malgrado l'orario assolutamente inconsueto. Si infila nel varco della porta anche una terza persona, un sedicente nipote della coppia, Doyle. In realtà sono i ladri della banda. Alle domande insospettite di Gilbert e di Ben, uno dei ladri, Brant, estrae una pistola e Ben, buffone maldestro, reagisce con quella sottratta al "morto" e spara accidentalmente. Ferisce leggermente Gilbert al polso. Lo fascia con premura la bella sordomuta. Il ladro, Brant, intanto minaccia Rose e Gilbert. Li perquisisce e trova il telegramma. Ben è cacciato e rinchiuso nella stanza da bagno. Nel bagno però non è solo: mani misteriose gli torcono il collo e, ritenendolo svenuto, si allontanano. Ma Ben osserva di sottecchi. Lo sconosciuto dalle mani assassine, con cappello e baffi, è Sheldrake. Si inerpica verso il serbatoio dell'acqua dello sciacquone e da lì trae la collana di diamanti, e se la infila in tasca. Ma non ha considerato la presenza dell'astuto Ben, che tutti erroneamente definiscono "idiota". Senza che lo sconosciuto se ne accorga la collana passa dalla sua tasca nelle mani del barbone.
Sul pianerottolo dove stanno gli altri, sopraggiunge un tale con la faccia insanguinata. I ladri lo scambiano per l'atteso Sheldrake. Egli sta al gioco, lega alla ringhiera Rose e Gilbert, convince gli altri tre a seguirlo e poi li chiude a chiave in una stanza accanto. Rose ha riconosciuto suo padre, il finto cadavere, un poliziotto sulle tracce della banda. Cerca di slegare la figlia e Gilbert, non ci riesce, e per avere un aiuto, va da Ben, che è ancora rinchiuso nel bagno. Ma il vero Sheldrake è in agguato dietro la porta, prende a pugni il poliziotto, lo mette a terra e rinchiude lui questa volta in bagno con Ben. Libera poi gli altri tre, lega di nuovo e più saldamente alla ringhiera Rose e Gilbert. Sheldrake e i ladri abbandonano la casa, che è sopra la ferrovia, e dalla cantina raggiungono un treno merci destinato ad imbarcarsi sul traghetto diretto in Germania. Li segue riluttante la sordomuta.
Rose e Gilbert, legati alla ringhiera, forzano le corde ma la ringhiera malferma cede, facendoli precipitare nel vuoto. Restano appesi ad un troncone e sono inaspettatamente salvati dalla finta sordomuta, ritornata indietro per soccorrerli. Rose resta col padre, bisognoso di cure dopo la scazzottata. Ben e Gilbert scendono nella cantina e tentano di salire sul treno per inseguire i ladri. Ben ci riesce, Gilbert non ce la fa. Non si arrende però: prima telefona alla polizia da una cabina pubblica e poi ferma un autobus. Minaccia l'autista con la pistola e si fa accompagnare al porto, trascinando nella corsa spericolata gli ignari e spaventati passeggeri.
I fuorilegge si sospettano a vicenda: chi di loro è Barton, il detective travestito? Dov'è finita la collana? Sheldrake e Brant inseguono Doyle pensando sia in possesso della collana, lui si nasconde e ritorna dal barbone e da Nora, ritenendo sia lei invece ad averli giocati, e per impedirle di fuggire le mette le manette. Intanto Sheldrake e Brant sono individuati dal macchinista e per evitare che avvisi le forze dell'ordine, Brant gli spara e lo uccide. 
Il treno senza conducente procede correndo all'impazzata e va a schiantarsi contro il traghetto che lo attende al porto. Sopravvivono i tre nel vagone merci affondato in mare. Gilbert, arrivato fortunosamente con l'autobus sequestrato, si getta in acqua per salvare Nora, che ha i polsi ancora chiusi nelle manette. Ben, Nora, Gilbert e Doyle si ritrovano nella cabina del custode. Doyle è arrestato, Gilbert e Nora si invitano a colazione, Ben scosta la coperta di lana in cui è avvolto e mostra il suo dono di nozze: il bramato collier, ben sicuro al suo collo e per sempre sottratto all'avidità dei maldestri ladri.

## Produzione

### Soggetto
Il soggetto del film è tratto da una commedia, ispirata a sua volta da un romanzo di Joseph Jefferson Farjeon. Fu la casa di produzione a imporlo ad Hitchcock che, costretto ancora una volta a fare un film che non aveva scelto (avrebbe voluto fare la versione cinematografica di London Wall di John Druten che i produttori affidarono ad un altro regista) e giudicando il dramma "un ammasso di stereotipi" pensò di vendicarsi facendo la parodia di un film giallo.

### Cast
Nella parte del detective Barton recitò l'attore John Stuart già presente ne Il giardino del piacere nel ruolo di Hugh Fielding;
in quella di Brant, il ladro, l'attore Donald Calthrop, presente in altri film di Hitchcock: Ricatto Tracy, il ricattatore, 
Elstree Calling, Giunone e il pavone Needle Nugent, Omicidio! Ion Stewart.

### Sceneggiatura
La sceneggiatura fu preparata da Hitchcock, insieme ad Alma Reville, sua moglie, e a Rodney Ackland, che dichiararono di essersi molto divertiti a scrivere questo lavoro.

### Prima
La prima si tenne a Londra il 13 giugno 1932.

### Struttura del film
Il film si articola in due parti distinte:
La prima parte del film ha un'impostazione teatrale, da commedia, e si svolge tutta all'interno della casa abbandonata sui pianerottoli e sulle scale. I personaggi vanno e vengono in un susseguirsi di strani incidenti e scambi di persona.
La seconda parte è girata all'esterno ed è un inseguimento fra treno e autobus. Hitchcock, grande appassionato di giocattoli e modellini, si è servito, come nel successivo film La signora scompare di trenini elettrici e corriere in miniatura.

## Accoglienza
Il pubblico accolse il film in modo alquanto perplesso: non riuscì a cogliere la sottile ironia e trovò la trama confusa e poco coinvolgente.

### Il giudizio di Hitchcock
Lo stesso Hitchcock lo definì "un disastro" nella celebre intervista rilasciata a François Truffaut.

### Lanouvelle vague
Una critica più benevola venne da Rohmer e Chabrol che trovarono il film divertente e spassoso, e Hitchcock "un bambinone che si diverte con i suoi giocattoli preferiti"; notarono tuttavia anch'essi lo smarrimento in cui il regista doveva trovarsi in quel momento della sua carriera e condivisero che il film non aveva colpito il bersaglio.

### Laboratorio di idee
Malgrado l'evidenza dei difetti del film, individuati dalle critiche negative, esso, alla luce della carriera successiva del suo autore, appare come un ricco laboratorio di idee e di esperimenti.
"Hitchcock esalta e profetizza un «cardine» del poliziesco post-moderno: l'inseguimento «en plein air». Il treno impazzito e il pullman annunciano, comunque, la corsa a perdifiato di Roger Thornill braccato dall'aereo Intrigo internazionale"
Giorgio Gosetti aggiunge: "Cosa piace di Number Seventeen? Per prima cosa la sua coincidenza non forzata con l'idea di gratuità della trama come il regista sarebbe andato teorizzando in seguito.[..] In secondo luogo l'innesto del comico in una trama così veloce nei cambi di scena e di senso da assomigliare a un slapstick."

### Temi
Infine i temi preferiti di Hitchcock ci sono tutti:
- il gioco delle maschere e delle apparenze,
- la doppiezza di identità dei personaggi;
- lo humour che serpeggia sottile e interrompe la tensione;
- piste false, inganni, cadaveri che scompaiono,
- l'uso degli oggetti simbolo (il cappello, la candela, gli oggetti nelle tasche del barbone e del morto presunto, la collana, le manette),
- gli ambienti che creano suspense (la casa abbandonata, le scale),
- la caduta nel vuoto e la caduta in acqua.